# Chlamyde
 (novembre 2016).
Si vous disposez d'ouvrages ou d'articles de référence ou si vous connaissez des sites web de qualité traitant du thème abordé ici, merci de compléter l'article en donnant les références utiles à sa vérifiabilité et en les liant à la section « Notes et références ».
La chlamyde (en grec ancien χλαμύς / khlamús ; génitif singulier : χλαμύδος / khlamúdos) est un manteau militaire porté par les hommes dans la Grèce antique et plus précisément en Thessalie, puis par les Romains sous l'Empire byzantin.

## Description
Il s'agit d'un manteau fait d'une seule pièce de tissu, carrée ou rectangulaire, et sans coutures. Cette pièce de tissu mesure généralement environ 2 mètres de longueur sur 1 mètre de large (pour aller jusqu'au genou). La longueur pouvait être supérieure à 2 mètres pour permettre à la chlamyde de descendre jusqu'à terre. Elle peut se porter seule à même le corps ou sur un chiton. Elle se différencie de l'himation, manteau civil sans attache, car elle comporte une attache sur l'une des deux épaules (ce qui laisse le bras dégagé), sous le menton ou dans le dos. 
La chlamyde était munie des deux côtés de pointes en forme de triangle. Le carré ou le rectangle était placé dans le dos et on ramenait les pointes en avant en les fixant sous le cou par une agrafe. Selon la fantaisie ou l’élégance les deux pointes étaient symétriques ou déplacées de côté. Ce vêtement était principalement utilisé par les cavaliers, les voyageurs et les jeunes gens. Ces derniers le portaient d'ailleurs durant toute leur éphébie. À partir d'Alexandre le Grand, la chlamyde pourpre sert de manteau royal. La véritable chlamyde thessalienne est extrêmement petite car lorsque les cavaliers la portaient, elle flottait au vent. Son usage se transmet aux royaumes hellénistiques puis à l'Empire romain et à son successeur byzantin et jusqu'à la royauté franque (Clovis, par exemple, en 508, en recevant les insignes du consulat).

## Manières de porter une chlamyde sur sa jambe

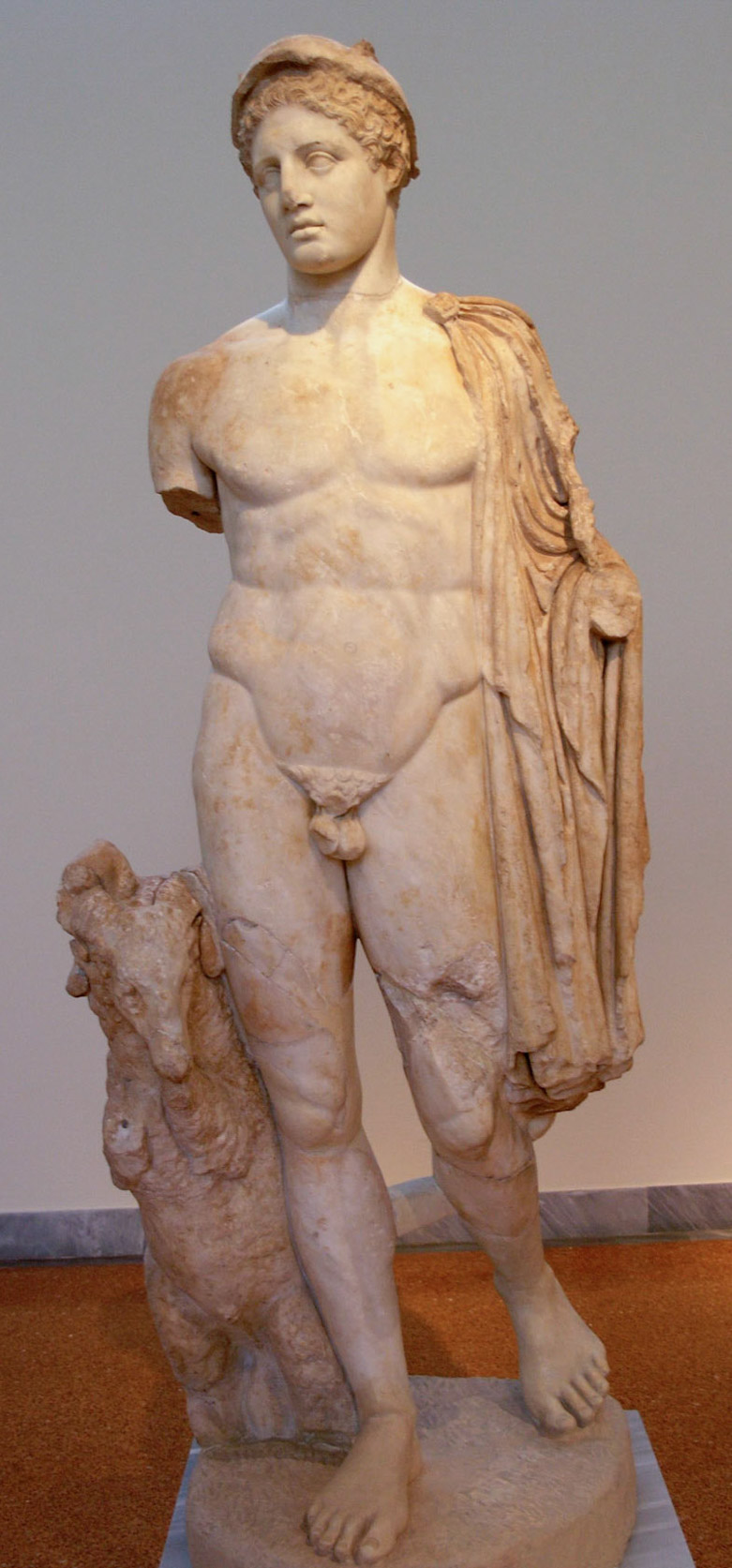
Statue d'Hermès portant une chlamyde pliée en deux sur l'épaule gauche, Musée national archéologique d'Athènes, no 243).

La chlamyde peut présenter un aspect assez différent qui tient à la manière dont elle est agrafée et positionnée pour se maintenir sur le corps.
Deux grandes variantes existent : broche réunissant les bords (deux angles consécutifs) ou broche réunissant les coins (deux angles opposés) pliant en quelque sorte la chlamyde en deux.
Ainsi, si au lieu d’être fixée sur le bord de la draperie, la broche en réunit les deux coins, il n’y a plus que deux angles pendants: les deux autres se trouvent fixés sur l’épaule. Cette manière de porter la chlamyde ne peut être employée que si la draperie est de forme carrée et de dimension restreinte.
Il existe des draperies de toutes les grandeurs et la chlamyde change donc d’apparence suivant l’endroit où la broche est placée sur l’étoffe. Ainsi, cette broche apparaît indifféremment sur le cou ou sur l’épaule droite, de sorte que c’est tantôt le devant, tantôt le côté droit du corps qui se trouve à découvert, mais ce n’est jamais le côté gauche. Il faut encore observer que la broche qui fixe la chlamyde n’est jamais placée par derrière, car la draperie retombant alors par devant aurait gêné la marche.

## Sources antiques
- Xénophon, Anabase [détail des éditions] [lire en ligne] 7, 4, 3-4.
- Plutarque, Vies parallèles [détail des éditions] [lire en ligne], Alcibiade, 39